# Steve Finnan
Stephen John Finnan (Limerick, 1976. április 24.) ír labdarúgó, jelenleg nincs szerződése profi csapatnál. Gyakran fut fel jobbszélsőnek, ismert jó beadásairól.

## Pályafutása
Steve Finnan az egyetlen olyan játékos, aki játszott világbajnokságon, UEFA-kupában, az angol ligában, az angol konferenciában és a spanyol első osztályban, valamint FA-kupát és Bajnokok Ligáját is nyert.

### A kezdetek
Finnan fiatalon az angliai Chelmsfordba költözött. Karrierjét a Wimbledon FC ifjúsági csapatánál kezdte, majd a Welling Unitedba igazolt.
1995-ben a Birmingham Cityvel vált profi játékossá, majd néhány pályára lépést követően a Notts Countyhoz ment, először kölcsönbe, később pedig teljesen leigazolta a klub. Itt a kezdőcsapatba jutott, ahol játékával komoly érdeklődést keltett felsőbb osztályú csapatokban.

### Fulham
Az 1997–98-as évek kemény munkája után a Fulham 1998 novemberében 600 000 fontot fizetett Finnan szolgálataiért. Itt állandó játékos, valamint a közönség egyik kedvence lett.
Az 1998–99-es szezonban a Fulhammel megnyerték az angol harmadosztályt, majd két évvel később a másodosztályt is.
A Premier League-ben a Fulhamet Intertotó-kupa kvalifikációt érő pozícióba segítette, amit később meg is nyertek. Emellett Finnan bekerült az első osztály Év Csapatába is.

### Liverpool
2003 nyarán több élcsapat is Finnan után érdeklődött, végül a Vörösökhöz szerződött Liverpoolba 3,5 millió fontért, ahol először augusztus 17-én léphetett pályára.
Érkezése után a Vörösök védője, Jamie Carragher ezt fűzte hozzá a jobbhátvéd pozícióért való harchoz: "Ha Steve a csapatban az utamba áll, akkor csak meg kell tudnom a címét és szólok a fiúknak." De ez a küzdelem sosem valósult meg kettejük között, Carragher törött lába miatt hat hónapig nem játszhatott, később pedig középső védőként játszott.
Finnan első szezonját az Anfielden sorozatos sérülések szakították meg, de a csapat megszerezte az UEFA-bajnokok ligája-selejtezőt érő negyedik helyet.
A 2004–05-ös szezonban a Liverpool határozott jobb szélső védőjeként a nézők egyik kedvencévé vált. Finnan játszott a Ligakupa döntőjében, amit a Liverpool elvesztett 2–3-ra a Chelsea ellen. A Bajnokok Ligája győztes döntőjében ugyancsak kezdő volt az AC Milan ellen, azonban sérülés miatt a félidőben le kellett cserélni.
A 2005–06-os évadban is alapember volt, az egész szezon során szilárdan állta helyét, ennek is köszönhetően a Liverpool megnyerte az FA-kupát.
A 2006–07-es szezonban is ő számított az első számú jobbhátvédnek Álvaro Arbeloa érkezése ellenére is. Ez az év is sikeres volt számára, végig magabiztos volt, a Liverpool hivatalos honlapjának egy szavazásán pedig a szurkolók megszavazták neki a bizalmat. A 2007-es Bajnokok Ligája döntőjén is részt vett, 88 perc után Arbeloa jött be a helyére. A meccset a Milan nyerte 2–1-re. Július 23-án Finnan hároméves szerződéssel hosszabbított a Liverpoolnál.
2007. augusztus 19-én a Chelsea elleni bajnoki mérkőzésen Finnan ellen vitatott büntetőt fújtak be Florent Malouda ellen elkövetett szabálytalanság miatt. Rob Styles játékvezető azonban a 11-es pontra mutatott, így Frank Lampard egyenlíteni tudott, a meccs 1–1-re végződött. A felvételek alapján bebizonyosodott, hogy a játékosok között nem volt szabálytalan kontaktus.
Finnan bekerült a Liverpool minden idők 100 legtöbbet szereplő játékosa közé, mikor becserélték a 4–0-s Toulouse elleni Bajnokok Ligája-selejtező visszavágóján 2007. augusztus 28-án.
A Sky Sports azt állította, hogy mivel Finnan a Liverpoolban is szerzett már gólt, ő az egyetlen olyan játékos, aki eredményes volt az angol labdarúgás öt legfelső osztályában, de később kiderült, hogy ezt Jimmy Willis teljesítette először, így ketten tudhatják magukénak ezt a címet.
Philipp Degen 2008-as érkezése után olyan hírek láttak napvilágot, miszerint Finnan távozik a Liverpooltól, hogy az így keletkezett plusz pénzösszegből megvásárolhassák Gareth Barryt, ám az angol középpályás végül maradt az Aston Villánál.

### Espanyol
Később pedig az a hír terjedt el, hogy az ír jobbhátvéd a spanyol RCD Espanyolból érkező Albert Riera helyére megy. 2008. szeptember 1-jén a cserének megfelelően Finnan alá is írt a katalánokhoz, a Liverpoolnál posztját így Álvaro Arbeloa vette át.

### Portsmouth
2009. július 28-án egy évre a Portsmouth csapatához szerződött, tehát ismét visszatért az angol élvonalba. A csapat kiesett a Premier League-ből, ezért Finnannek nem ajánlottak új szerződést. Utolsó mérkőzése a Chelsea ellen 0–1-re elvesztett 2010-es FA-kupa-döntő volt.

#### A válogatottban
Az ír labdarúgó-válogatottban 2000-ben mutatkozott be Görögország ellen, a sérült Stephen Carr helyét betöltve.
Bár Finnan Angliában nevelkedett, nagyon büszke ír nemzetiségére, erre sok interjújában is utalt.
Helyét bebiztosította a kezdő tizenegyben útban a 2002-es labdarúgó-világbajnokság felé, az egyetlen gól passzát adva Jason McAteernek a Hollandia elleni fontos mérkőzésen 2001 szeptemberében.
Az írek mind a négy meccsén megjelent a Dél-Korea és Japán rendezte vb-n, viszont sérülés miatt nem tudott szerepelni a sikertelen 2004-es Eb-kvalifikációs meccseken.
A nemzeti válogatott alapembere volt a 2006-os labdarúgó-világbajnokság kvalifikációs köreiben is, az együttes azonban nem jutott ki a tornára.
Finnan 2008. január 22-én bejelentette visszavonulását a nemzetközi labdarúgástól a nemzeti tizenegyben elért 50 válogatottság és 2 gól után, de az írek szövetségi kapitánya, Giovanni Trapattoni visszahívta őt és ezután még két mérkőzésen pályára lépett hazája színeiben.

## Sikerei, díjai
Notts County
- 1997–98 – Angol negyedosztály (Football League Two)

Fulham
- 1998–99 – Angol harmadosztály (Football League One)
- 2000–01 – Angol másodosztály (Football League Championship)
- 2002 – Intertotó-kupa

Liverpool
- Győztes
  - 2004–05 – UEFA-bajnokok ligája
  - 2005 – UEFA-szuperkupa
  - 2005–06 – FA-kupa
  - 2006 – Community Shield
- Döntős
  - 2004–05 – Ligakupa
  - 2005 – FIFA-klubvilágbajnokság
  - 2006–07 – UEFA-bajnokok ligája

Egyéni elismerések
- PFA Premier League Év Csapata: 2002

## Statisztika
Utoljára frissítve: 2011. május 12.
| Klub                      | Szezon    | Bajnokság (PL, Champ, 1, 2, Nat) | Bajnokság (PL, Champ, 1, 2, Nat) | FA-kupa      | FA-kupa      | Ligakupa | Ligakupa | Európai kupaporond | Európai kupaporond | Egyéb | Egyéb | Összesen | Összesen |
| Klub                      | Szezon    | Meccs                            | Gól                              | Meccs        | Gól          | Meccs    | Gól      | Meccs              | Gól                | Meccs | Gól   | Meccs    | Gól      |
| ------------------------- | --------- | -------------------------------- | -------------------------------- | ------------ | ------------ | -------- | -------- | ------------------ | ------------------ | ----- | ----- | -------- | -------- |
| Welling United            | 1993–94   | 22                               | 0                                | 0            | 0            | 0        | 0        | 0                  | 0                  | 0     | 0     | 22       | 0        |
| Welling United            | 1994–95   | 19                               | 1                                | 0            | 0            | 0        | 0        | 0                  | 0                  | 0     | 0     | 19       | 1        |
| Birmingham City           | 1995–96   | 12                               | 1                                | 0            | 0            | 4        | 0        | 0                  | 0                  | 3     | 0     | 19       | 1        |
| Notts County (kölcsönben) | 1995–96   | 17                               | 2                                | 0            | 0            | 0        | 0        | 0                  | 0                  | 3     | 1     | 20       | 3        |
| Birmingham City           | 1996–97   | 3                                | 0                                | 0            | 0            | 0        | 0        | 0                  | 0                  | 0     | 0     | 3        | 0        |
| Notts County              | 1996–97   | 23                               | 0                                | 3            | 0            | 0        | 0        | 0                  | 0                  | 0     | 0     | 26       | 0        |
| Notts County              | 1997–98   | 44                               | 5                                | 3            | 1            | 4        | 0        | 0                  | 0                  | 0     | 0     | 51       | 6        |
| Notts County              | 1998–99   | 13                               | 0                                | 0            | 0            | 0        | 0        | 0                  | 0                  | 0     | 0     | 13       | 0        |
| Notts County összes       | 1995–1999 | 97                               | 7                                | 6            | 1            | 4        | 0        | 0                  | 3                  | 1     | 0     | 110      | 9        |
| Fulham                    | 1998–99   | 22                               | 2                                | 4            | 0            | 0        | 0        | 0                  | 0                  | 1     | 0     | 27       | 2        |
| Fulham                    | 1999–2000 | 35                               | 3                                | 4            | 1            | 6        | 0        | 0                  | 0                  | 0     | 0     | 45       | 4        |
| Fulham                    | 2000–01   | 45                               | 2                                | 1            | 0            | 2        | 0        | 0                  | 0                  | 0     | 0     | 48       | 2        |
| Fulham                    | 2001–02   | 38                               | 0                                | 6            | 0            | 3        | 0        | 0                  | 0                  | 0     | 0     | 47       | 0        |
| Fulham                    | 2002–03   | 32                               | 0                                | 3            | 0            | 1        | 0        | 5                  | 0                  | 0     | 0     | 41       | 0        |
| Fulham összes             | 1998–2003 | 172                              | 7                                | 18           | 1            | 12       | 0        | 5                  | 0                  | 1     | 0     | 208      | 8        |
| Liverpool                 | 2003–04   | 22                               | 0                                | 3            | 0            | 0        | 0        | 6                  | 0                  | 0     | 0     | 31       | 0        |
| Liverpool                 | 2004–05   | 33                               | 1                                | 0            | 0            | 5        | 0        | 14                 | 0                  | 0     | 0     | 52       | 1        |
| Liverpool                 | 2005–06   | 33                               | 0                                | 6            | 0            | 0        | 0        | 12                 | 0                  | 1     | 0     | 52       | 0        |
| Liverpool                 | 2006–07   | 33                               | 0                                | 1            | 0            | 0        | 0        | 12                 | 0                  | 1     | 0     | 47       | 0        |
| Liverpool                 | 2007–08   | 24                               | 0                                | 3            | 0            | 1        | 0        | 7                  | 0                  | 0     | 0     | 35       | 0        |
| Liverpool összes          | 2003–2008 | 145                              | 1                                | 13           | 0            | 6        | 0        | 51                 | 0                  | 2     | 0     | 217      | 1        |
| Klub                      | Szezon    | La Liga                          | La Liga                          | Copa del Rey | Copa del Rey | –        | –        | Európai kupaporond | Európai kupaporond | Egyéb | Egyéb | Összesen | Összesen |
| Klub                      | Szezon    | Meccs                            | Gól                              | Meccs        | Gól          | Meccs    | Gól      | Meccs              | Gól                | Meccs | Gól   | Meccs    | Gól      |
| Espanyol                  | 2008–09   | 4                                | 0                                | 1            | 0            | –        | –        | 0                  | 0                  | 0     | 0     | 5        | 0        |
| Klub                      | Szezon    | Premier League                   | Premier League                   | FA-kupa      | FA-kupa      | Ligakupa | Ligakupa | Európai kupaporond | Európai kupaporond | Egyéb | Egyéb | Összesen | Összesen |
| Klub                      | Szezon    | Meccs                            | Gól                              | Meccs        | Gól          | Meccs    | Gól      | Meccs              | Gól                | Meccs | Gól   | Meccs    | Gól      |
| Portsmouth                | 2009–10   | 21                               | 0                                | 4            | 0            | 0        | 0        | 0                  | 0                  | 0     | 0     | 25       | 0        |
| Összesen                  | 1993–2010 | 493                              | 17                               | 41           | 2            | 26       | 0        | 56                 | 0                  | 9     | 1     | 625      | 20       |

## Magánélete
2005 áprilisában Finnant letartóztatták halált okozó gondatlan járművezetés vádjával. Január 27-én fekete Range Roverével állítólag karambolozott, ami egy 81 éves járókelő halálát okozta öt héttel a baleset után. Amíg folyt a nyomozás, Finnant óvadék ellenében elengedték és az ügyet később ejtették elegendő bizonyíték hiányában.

## Külső hivatkozások
- Finnan statisztika a Soccerbase-en
- Finnan karrierje a BBC oldalán Archiválva 2007. szeptember 17-i dátummal a Wayback Machine-ben
- Steve Finnan élete
- Finnan statisztikái Archiválva 2008. január 29-i dátummal a Wayback Machine-ben
- Finnan Liverpool-beli eredményei